# Валичеле-Пуњани-Кона дел Монте (Рим)
Валичеле-Пуњани-Кона дел Монте је насеље у Италији у округу Рим, региону Лацио.
Према процени из 2011. у насељу је живело 59 становника. Насеље се налази на надморској висини од 233 м.